# Bavia thorelli
Bavia thorelli là một loài nhện trong họ Salticidae.
Loài này thuộc chi Bavia. Bavia thorelli được Eugène Simon miêu tả năm 1901.